# Bert Norris
Bert Norris, wł. Albert James Norris (ur. 5 listopada 1898 przy Hanover Square w Londynie, zm. 11 czerwca 1990 w Wincanton) –  brytyjski lekkoatleta specjalizujący się w biegu maratońskim.
Nie ukończył biegu maratońskiego na igrzyskach Imperium Brytyjskiego w 1934 w Londynie ani na igrzyskach olimpijskich w 1936 w Berlinie.
Na igrzyskach Imperium Brytyjskiego w 1938 w Sydney startując w barwach Anglii zdobył srebrny medal w maratonie za zawodnikiem ze Związku Południowej Afryki Johannesem Colemanem, a przed innym Południowoafrykańczykiem Jackie Gibsonem.
Był mistrzem Wielkiej Brytanii (AAA) w maratonie w 1935, wicemistrzem na tym dystansie w 1933 i 1934 oraz brązowym medalistą w 1937. Zwyciężył w Polytechnic Marathon w 1935, 1936 i 1937, a w 1931 i 1933 był w tych zawodach drugi.
Rekord życiowy Norrisa w maratonie wynosił 2:35;20, ustanowiony 13 czerwca 1936 w Londynie.